# Preskriptiv lingvistik
Preskriptiv lingvistik är en term som beskriver idén om att det finns en språkvarieté (dialekt, sociolekt osv) som är rätt, standard och "sann". Preskriptiv lingvistik står i motsats till deskriptiv lingvistik. 
Det är preskriptivt att t.ex. argumentera för att det heter "större än jag" istället för "större än mig". 